# Amt Calau
Das Amt Calau war ein 1992 gebildetes Amt im Land Brandenburg, in dem sich 13 Gemeinden im damaligen Kreis Calau (heute Landkreis Oberspreewald-Lausitz, Brandenburg) zu einem Verwaltungsverbund zusammengeschlossen hatten. Sitz der Amtsverwaltung war in der Stadt Calau. Das Amt Calau wurde 2003 per Gesetz aufgelöst, die amtsangehörigen Gemeinden, in die Stadt Calau eingegliedert.

## Geographische Lage
Das Amt Calau grenzte im Norden an das Amt Lübbenau/Spreewald, im Osten an das Amt Vetschau, im Süden an das Amt Altdöbern, im Südwesten an das Amt Kleine Elster (Niederlausitz) und im Westen an das Amt Luckau.

## Geschichte
Der Minister des Innern des Landes Brandenburg erteilte der Bildung des Amtes Calau am 9. Juli 1992 seine Zustimmung. Als Zeitpunkt des Zustandekommens des Amtes wurde der 21. Juli 1992 festgelegt. Das Amt Calau. Das Amt hatte seinen Sitz in der Stadt Calau und war ein Amt nach dem Amtsmodell 2, d. h. die Verwaltung der amtsangehörigen Stadt Calau übernahm die Verwaltungsaufgaben des Amtes mit. Es bestand zunächst aus 13 Gemeinden im damaligen Kreis Calau:
1. Bolschwitz
2. Buckow
3. Bronkow
4. Craupe
5. Gollmitz
6. Groß Jehser
7. Groß Mehßow
8. Kemmen
9. Mlode
10. Saßleben
11. Werchow
12. Zinnitz
13. Stadt Calau

Zum 31. Dezember 2001 wurden die Gemeinden Buckow, Craupe, Gollmitz, Groß Jehser und Zinnitz in die Stadt Calau eingegliedert. Die Gemeinde Bronkow erhielt zunächst am 26. April 2002 die Genehmigung zur neuen Gemeinde Bronkow mit den Gemeinden Lipten und Lug, Amt Altdöbern, zum 1. Juli 2002. Man wollte in das Amt Altdöbern wechseln. Die Genehmigung zur Bildung einer neuen Gemeinde Bronkow wurde aber am 12. Juni 2002 aufgehoben. Erst am 26. September 2002 genehmigte das Innenministerium den Zusammenschluss der drei Gemeinden und den Wechsel der neuen Gemeinde Bronkow in das Amt Altdöbern, die aber erst zum 26. Oktober 2003 rechtswirksam wurden.
Zum 26. Oktober 2003 wurden die Gemeinden Bolschwitz, Groß-Mehßow, Kemmen, Mlode, Saßleben und Werchow per Gesetz in die Stadt Calau eingegliedert. Das Amt Calau wurde aufgelöst, die Stadt Calau amtsfrei. Das Amt Calau klagte gegen diese Gebietsänderung und verlor den Prozess.

## Amtsdirektoren
- 1992–1994: Herbert Dönau
- 1994–2003: Norwin Märkisch

Das Amt des Amtsdirektors wurde in Personalunion durch den Bürgermeister der Stadt Calau ausgeübt.

## Belege
1. ↑  Bildung der Ämter Vetschau, Schlieben, Angermünde-Land, GrünheideGroßräschen, Lübbenau, Unteres Dahmeland und Calau. Bekanntmachung des Ministers des Innern vom 30. Juni 1992. Amtsblatt für Brandenburg – Gemeinsames Ministerialblatt für das Land Brandenburg, 3. Jahrgang, Nummer 54, 31. Juli 1992, S. 968/9.
2. ↑  Eingliederung der Gemeinden Buckow, Craupe, Gollmitz, Groß Jehser und Zinnitz in die Stadt Calau. Bekanntmachung des Ministeriums des Innern vom 14. Dezember 2001. Amtsblatt für Brandenburg – Gemeinsames Ministerialblatt für das Land Brandenburg, 12. Jahrgang, Nummer 52, 27. Dezember 2001, S. 905 PDF.
3. ↑  Bildung einer neuen Gemeinde Bronkow. Bekanntmachung des Ministeriums des Innern vom 26. April 2002. Amtsblatt für Brandenburg – Gemeinsames Ministerialblatt für das Land Brandenburg, 13. Jahrgang, Nummer 20, 15. Mai 2002, S. 518 PDF.
4. ↑  Aufhebung der Genehmigung zur Bildung einer neuen Gemeinde Bronkow. Bekanntmachung des Ministeriums des Innern vom 12. Juni 2002. Amtsblatt für Brandenburg – Gemeinsames Ministerialblatt für das Land Brandenburg, 13. Jahrgang, Nummer 28, 10. Juli 2002, S. 646 PDF.
5. ↑  Bildung einer neuen Gemeinde Bronkow. Bekanntmachung des Ministeriums des Innern vom 26. September 2002. Amtsblatt für Brandenburg – Gemeinsames Ministerialblatt für das Land Brandenburg, 14. Jahrgang, Nummer 9, 5. März 2003, S. 274 PDF.
6. ↑  Sechstes Gesetz zur landesweiten Gemeindegebietsreform betreffend die Landkreise Dahme-Spreewald, Elbe-Elster, Oberspreewald-Lausitz, Oder-Spree und Spree-Neiße (6.GemGebRefGBbg) vom 24. März 2003, Gesetz- und Verordnungsblatt für das Land Brandenburg, I (Gesetze), 2003, Nr. 05, S. 93
7. ↑  Streit um die Genehmigung Lausitzer Rundschau vom 4. Februar 2002